# Willoughby Bertie, 4:e earl av Abingdon
Willoughby Bertie, 4:e earl av Abingdon, född den 16 januari 1740, död den 26 september 1799, var en engelsk peer och musikmecenat. Han var son till Willoughby Bertie, 3:e earl av Abingdon och far till Montagu Bertie, 5:e earl av Abingdon.
Abingdon var en berömd amatörflöjtist och tonsättare för sitt instrument. Han ledde 1783 de stora konserterna i London.